# Правило Лапорта
Правило Лапорта (англ. Laporte rule) — одне з правил відбору для йонів перехідних металів: 
- Для однофотонних радіаційних переходів у центросиметричних системах єдиними не зникаючими електричними дипольними моментами переходу є такі, де парний терм (g) пов'язаний з непарним термом (u).
- Для вільного йона електронні переходи, які включають перерозподіл електронів на одному квантовому рівні, заборонені. Але якщо іон знаходиться в оточенні, яке не має центра симетрії, то перехід дозволяється внаслідок змішування орбіталей nd та (n+1)p, зокрема, 3d та 4p.